# Ферланд (Мериленд)
Ферланд (енгл. Fairland) насељено је место без административног статуса у америчкој савезној држави Мериленд.

## Демографија
По попису из 2010. године број становника је 23.681, што је 1.943 (8,9%) становника више него 2000. године.
| Група             | 2000.         | 2010.          |
| Белци             | 7.193 (33,1%) | 4.680 (19,8%)  |
| Афроамериканци    | 9.345 (43,0%) | 12.280 (51,9%) |
| Азијати           | 3.154 (14,5%) | 3.441 (14,5%)  |
| Хиспаноамериканци | 1.461 (6,7%)  | 2.836 (12,0%)  |
| Укупно            | 21.738        | 23.681         |